# Canó naval OTO/Ansaldo 152/53
Els canons de 152 mm/53 Model 1926–1929 van ser construïts per a la Marina italiana en els anys anteriors a la Segona Guerra Mundial. Aquests canons es van utilitzar en tots els creuers lleugers de la classe Condottieri excepte en la classe Duca degli Abruzzi.

## Construcció
El Model 1926 va ser dissenyat i fabricat per Ansaldo, mentre que el Model 1929 va ser fabricat per OTO Melara. Tot i que tots dos models de canó eren de construcció similar, els components de cada fabricant no eren completament intercanviables.
Els suports dels canons tenien aparells d'entrenament, elevació, polipasts i picons accionats elèctricament, i els canons compartien un suport comú. Les millores en el maneig de municions van significar que la cadència de foc del Model 1929 era gairebé dues vegades més ràpida que la del Model 1926. La càrrega era a +20° per al Model 1926, mentre que el model 1929 es podia carregar en qualsevol angle de fins a 45°. Aquests canons patien problemes de dispersió, de manera que la velocitat inicial original de 1.000 metres per segon es va reduir a 850 metres per segon amb projectils AP. El pes dels projectils també es va reduir de 50 quilograms a 47,5 quilograms en un intent de resoldre aquests problemes, però només van tenir un èxit parcial. La raó principal del problema de dispersió va ser que els canons estaven muntats massa junts en un suport comú, cosa que també complicava la càrrega dels canons.
Punts en comú:
- Un tub
- Jaqueta
- Folre solt
- Bloc de culata lliscant horitzontal

Diferències:
- Gruix del revestiment
- Mida de l'anell de culata
- Longitud de la jaqueta

## Servei Naval
La majoria de les classes Condottieri tenien dues torretes superfoc de doble muntatge a proa i a popa, excepte la classe Duca degli Abruzzi , que tenia canons de models diferents i tenia dues torretes bessones substituïdes per dues torretes triples. La classe Giussano portava canons Model 1926, mentre que les classes Cadorna , Montecuccoli i Duca d'Aosta portaven canons Model 1929. Es va trobar que els muntatges de les classes Giussano i Cadorna eren massa lleugers per a les forces de retrocés creades per aquests canons.

## Munició
La munició era del tipus de càrrega separada de foc ràpid. El projectil AP feia 63 centímetres (2,07 peus) de llarg amb un cartutx i una càrrega en bossa que pesava 21,43 quilograms (47,2 lliures).
L'arma podia disparar:
- Perforació de blindatge (inicial) - 50 kg (110 lb)
- Perforació de blindatge (última etapa) - 47,5 kg (105 lliures)
- Potent explosiu - 44,3 kg (98 lliures)[3]